# Wełyka Pysariwka
Wełyka Pysariwka – osiedle typu miejskiego w obwodzie sumskim Ukrainy, siedziba władz dawnego rejonu wełykopysariwskiego, obecnie w rejonie ochtyrskim.
Status osiedla typu miejskiego posiada od 1959.

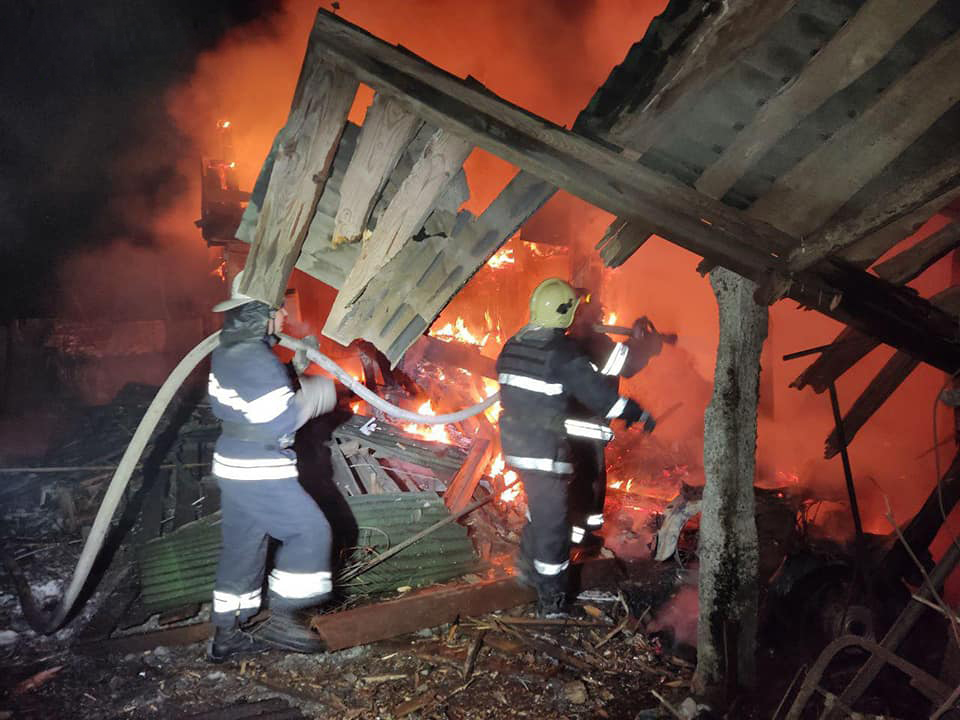
Wełyka Pysariwka po ostrzale artyleryjskim podczas rosyjskiej inwazji na Ukrainę

W 1989 liczyła 5898 mieszkańców.
W 2013 liczyła 4481 mieszkańców.
W 2022 liczyła 3928 mieszkańców.